# Ctenopoma multispine
Ctenopoma multispine är en fiskart som beskrevs av Peters, 1844. Ctenopoma multispine ingår i släktet Ctenopoma och familjen Anabantidae. IUCN kategoriserar arten globalt som livskraftig. Inga underarter finns listade i Catalogue of Life.